# La Planète des singes (série télévisée)
Vous lisez un « bon article » labellisé en 2021.  Il fait partie d'un « bon thème ».
Pour les articles homonymes, voir La Planète des singes (homonymie).
La Planète des singes (Planet of the Apes) est une série télévisée américaine en 14 épisodes de 47 minutes, créée par Anthony Wilson et diffusée entre le 13 septembre et le 20 décembre 1974 sur CBS.
En France, la série est diffusée à partir du 17 décembre 1975 sur Antenne 2.
La série suit deux astronautes, Virdon et Burke, dont le vaisseau s'est écrasé sur une planète inconnue. Ils découvrent rapidement qu'ils sont retournés sur Terre, mais dans un futur lointain où les singes intelligents dominent les humains. Poursuivis par les autorités simiesques du général gorille Urko, les deux astronautes sont aidés par un chimpanzé compatissant nommé Galen. Avec lui ils tentent de trouver une solution pour quitter la planète des singes et retrouver leur époque.
Elle est commandée fin 1973 par CBS à la suite du succès à son antenne des trois premiers films de la franchise La Planète des singes. Le tournage débute en août 1974 et la diffusion en septembre. La série est principalement tournée au ranch de la Fox situé à Malibu. La musique est composée et dirigée par Lalo Schifrin, Earl Hagen et Richard LaSalle.
Faute de succès critique et public, la série est annulée alors que seuls quatorze épisodes sont réalisés. Les producteurs attribuent cet échec au faible temps de présence des singes et à l'aspect répétitif des épisodes. Le fait que l'action n'avance pas est également pointé du doigt par certains critiques.
Bien qu'ayant une position intéressante au sein de la saga, la série contient cependant beaucoup d'incohérences et ne développe pas l'un des thèmes majeurs de la franchise : le racisme.
La série est ensuite exploitée sous la forme de cinq téléfilms en 1980 puis connait une sortie en VHS et en DVD et a également engendré un nombre important de produits dérivés.

## Synopsis
La série met en scène deux astronautes, le colonel Alan Virdon et le major Peter Burke dont le vaisseau spatial intergalactique s'est écrasé sur une planète inconnue. Secourus par un humain, ils découvrent qu'ils sont retournés sur Terre, mais dans un futur lointain où des singes intelligents dominent les humains. Avertis par un jeune chimpanzé témoin de l'écrasement, les autorités simiesques confient au général gorille Urko la tâche de capturer et ramener les deux astronautes devant eux. Aidés par un chimpanzé nommé Galen, les deux astronautes tentent eux, de trouver une solution pour quitter la planète des singes et retrouver leur époque,,,,.

## Distribution
Sauf indication contraire, les informations mentionnées dans cette section peuvent être confirmées par la base de données cinématographiques IMDb,  présente dans la section « Liens externes ».

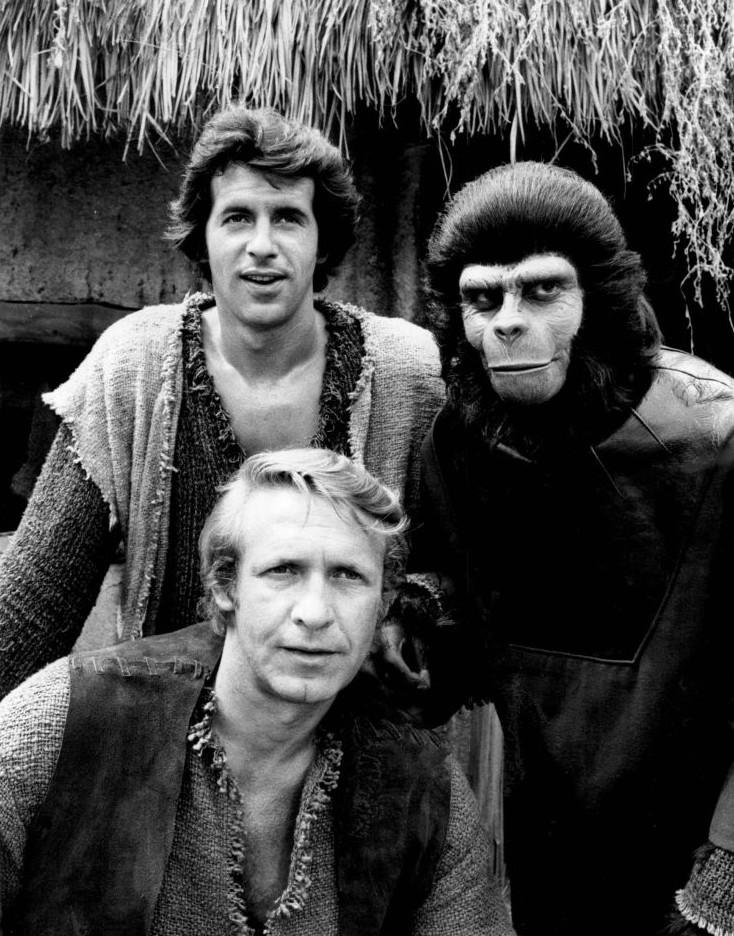
Photo des trois principaux interprètes le 18 août 1974 : Ron Harper au premier plan, James Naughton en arrière-plan à gauche et Roddy McDowall grimé en chimpanzé à droite.

- Roddy McDowall (VF : Serge Lhorca) : Galen
- Ron Harper (VF : Jean Fontaine, Pierre Hatet et Gabriel Le Doze) : Alan Virdon
- James Naughton (VF : Jean Roche) : Peter Burke[Note 1]
- Mark Lenard (VF : Marc de Georgi et Claude Joseph) : Urko
- Ron Stein : plusieurs rôles de gorilles
- Booth Colman (VF : Jean Martinelli) : Zaïus
- Eldon Burke : plusieurs rôles de gorilles et de chimpanzés
- Tom McDonough	: plusieurs rôles de gorilles
- John Hoyt : conseiller Barlow
- Jacqueline Scott : Kira / Zantes
- John Milford : Sestus / Miller
- Martin E. Brooks : Konag / Leander[6]

## Production

### Développement
Outre leur rentabilité au box-office, les films de la saga La Planète des singes remportent des succès d'audience lors de leur passage à la télévision. Pour capitaliser sur ce succès, le producteur historique de la saga Arthur P. Jacobs prévoit une série télévisée. L'idée lui est venue en 1971 lors de la production du quatrième film, La Conquête de la planète des singes, mais il l'a mise de côté lorsque le studio 20th Century Fox lui commande un cinquième film en 1972,,,. Le producteur Arthur P. Jacobs cède ensuite ses droits à la Fox puis décède brutalement d'un infarctus du myocarde le 27 juin 1973,,,. En septembre 1973, la diffusion à l'antenne des trois premiers films pour 1 000 000 dollars persuadent la chaîne CBS de commander une série télévisée,,,,. La Fox nomme alors Stanley Hough, l'un de ses anciens dirigeants, comme producteur de la série télévisée, que CBS programme pour l'automne 1974. Le scénariste Rod Serling est recruté pour créer la « bible du scénariste » de la série, un document de production qui présente les personnages, les environnements et les scénarios envisageables.
Serling conçoit une série d'aventure qui met en scène deux astronautes nommés Alan Virdon et Stan Kovak qui sont envoyés au secours du colonel Taylor, le personnage principal du film La Planète des singes (1968),. Il propose une société de singes plus évoluée que celle du premier film dans laquelle les deux astronautes vivent des aventures à la Butch Cassidy et le Kid (1969),. Il veut en effet une ambiance Western. D'épisode en épisode, ils cherchent un moyen de retourner à leur propre époque tout en rencontrant des humains primitifs confrontés à la brutalité des singes. Serling écrit également un épisode pilote en deux parties où les deux astronautes arrivent sur la planète et rencontre le jeune chimpanzé Galen. L'auteur introduit également dans cet épisode le scientifique orang-outan Zaïus déjà présent dans les deux premiers films de la saga et le chef de la milice gorille Ursus. Différents scénaristes écrivent ensuite les autres épisodes de la série. À la demande des producteurs, le pilote est lui aussi en partie réécrit par le scénariste Art Wallace et Anthony Wilson, le chef d'orchestre de la série,,. Dans leur version finale de l'épisode, datée du 3 juillet 1974, ils enlèvent notamment toutes les mentions du colonel Taylor et les références à la saga cinématographique,. Les producteurs veulent en effet rompre avec la continuité narrative des films pour que la série possède sa propre chronologie mais, ils omettent de le signaler aux spectateurs.
Dix-sept scénarios sont ainsi rédigés. Mais peu satisfait de l'ensemble, le responsable de la programmation de CSB, Fred Silverman demande aux scénaristes Ken Spears et Joe Ruby de remanier les histoires pour qu'elles contiennent plus d'action. Deux autres scénarios L'Étalon et L'Interrogatoire sont par la suite écrits pour porter le tout à dix-neuf histoires.

### Préproduction

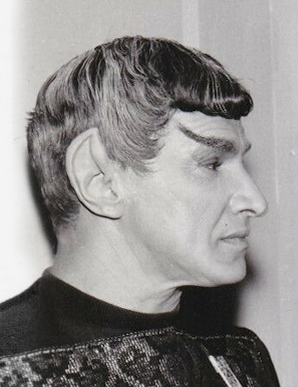
Mark Lenard dans le rôle de Sarek, le père de Spock en 1968.

Après plus de cinquante auditions, Ron Harper et James Naughton sont engagés pour interpréter respectivement l'idéaliste Alan Virdon et le cynique Peter Burke, les deux astronautes,,,,. Marvin Paige, le directeur de la distribution se met ensuite à la recherche d'acteur ayant la capacité de supporter de longues séances de maquillage. Roddy McDowall, l’acteur britannique ayant interprété les personnages de chimpanzés Cornélius et César dans la saga cinématographique approche alors le studio pour obtenir à nouveau un rôle. En guise de garantie l'acteur assure son visage pour la somme de 100 000 dollars. Il obtient donc le rôle de Galen, le chimpanzé qui aide les astronautes,. Principalement connu pour son rôle du père de Spock dans la série Star Trek (1966-1969), Mark Lenard obtient le rôle de l’antagoniste principal, le général gorille Urko. Le rôle du conseiller orang-outan Zaïus est lui confié à Booth Colman,,,. Parmi les nombreux rôles secondaires, sont engagés Percy Rodriguez pour interpréter le gorille corrompu Aboro et Joanna Barnes pour jouer l'unique singe aux yeux bleus de la franchise, la scientifique Carsia.
La photographie est confiée à Gerald Perry Finnerman, le directeur de la photographie de la série de science-fiction Star Trek. Les maquillages de la série sont confiés à Daniel Striepeke. Celui-ci a déjà travaillé sur les films de la saga La Planète des singes. De plus, il a été formé par John Chambers, le maquilleur qui a inventé les prothèses utilisés pour les films,.
S'agissant d'une série d'action et d'aventures, les producteurs font appel aux coordonnateurs confirmés Glenn Wilder et Paul Stader pour proposer des corps-à-corps plus efficaces et plus vivant que la moyenne des combats des productions télévisuelles.

### Tournage
Le tournage se déroule à partir de l'été 1974 principalement au ranch de la Fox situé à Malibu à l'ouest de Los Angeles mais aussi au canyon Topanga et sur les côtes californiennes de l'océan Pacifique,,. Chaque épisode est tourné en six jours pour un budget de 250 000 dollars. Pour faire des économies, les producteurs reprennent des plans panoramiques extraits du tournage de la Cité des Singes dans les deux premiers films pour figurer la ville simiesque de la série. De plus pour limiter la construction de décors, les réalisateurs font des plans rapprochés et n'utilisent que des simulacres de décors de tailles réduites construits à l'intérieur du ranch. Comme la série se déroule principalement en extérieurs, le lieu de l'action qui dans les films est situé sur la côte Est est déplacé pour la côte Ouest,. Par manque de moyens, le décorateur Archie Bacon est obligé d'utiliser les mêmes intérieurs. Il ne peut que déplacer la disposition du mobilier pour donner l'illusion du changement. Les décors utilités pour certaines prises de l'épisode Le Testament proviennent directement du film Frankenstein Junior que le réalisateur Mel Brooks a dirigé dans les studios de la Fox de février à mai 1974.
Pour les cités humaines à l'abandon, notamment celles visibles dans l'épisode La Ville oubliée, la production utilise des décors provenant du film Le Secret de la planète des singes, quelques peintures sur cache et les ruines élaborés pour le film Tremblement de terre de Mark Robson alors en cours de tournage. Les mêmes ruines sont d'ailleurs utilisées pour figurer indifféremment San Francisco ou Oakland. Le vaisseau spatial créé pour le premier film est lui aussi réutilisé pour figurer le vaisseau des deux astronautes.
Roddy McDowall et les interprètes incarnant les singes commencent leur journée de travail vers cinq heures du matin pour subir pendant trois heures la séance de maquillage supervisée par le responsable Dan Striepeke. Le tournage commence ensuite vers huit heures trente et s'achève chaque jour vers dix-neuf heures.
À la vision du premier épisode de la série, le programmateur de CBS Fred Silverman est enthousiaste et déclare « c'est le meilleur épisode de série télévisée que j'ai jamais vu ». Les analystes financiers et les critiques de presse pensent également que la série ne peut être qu'un succès. Plus prudent, William Paley, le président de CBS ne commande que treize épisodes, préférant examiner les audiences lors de la pause hivernale avant de commander une saison complète de vingt-quatre épisodes.

### Musique

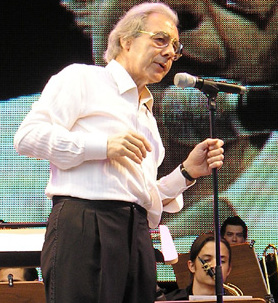
Le compositeur Lalo Schifrin en 2006.

Trois compositeurs sont engagés pour créer la musique de la série : Lalo Schifrin, Earl Hagen, notamment connu pour les thèmes de The Andy Griffith Show (1960-1968) et de la série Les Espions (1965-1968) et Richard LaSalle,. Schifrin propose notamment un thème musical angoissant en utilisant des instruments à vent, à percussion et des cuivres. Ayant un budget réduit, les compositeurs n'utilisent pas d'instrument à cordes car pour transmettre une amplitude musicale idéale, il faut engager beaucoup de musiciens. La musique composée par les trois hommes se rapproche beaucoup de celle créée par Jerry Goldsmith et Leonard Rosenman pour les films.
Pour accompagner le lancement de la série, les producteurs éditent en 1974 un disque 45 tours avec le thème principal de la série, le rythme disco Escape From Tomorrow accompagné du morceau plus groove Ape Shuffle. En 2005, trente ans après la sortie de la série, Intrada Records sort un album présentant les musiques que Lalo Schifrin compose pour la série ainsi que le morceau The Legacy d'Earle Hagen. En 2015, La-La Land Records publie un album de deux disques qui reprennent l'intégralité des 112 morceaux composés par Schifrin, Hagen et LaSalle pour la série.

### Fiche technique
Sauf indication contraire, les informations mentionnées dans cette section peuvent être confirmées par la base de données cinématographiques IMDb,  présente dans la section « Liens externes ».
- Titre original : Planet of the Apes
- Titre français : La Planète des singes
- Création : Anthony Wilson
- Réalisateur : Alf Kjellin, Arnold Laven, John Meredyth Lucas, Don McDougall, Bernard McEveety, Ralph Senensky, Jack Starrett et Don Weis
- Scénario : Walter Black, Booker Bradshaw, Jim Byrnes, Arthur Browne Jr., Richard Collins, Howard Dimsdale, Robert Hamner, Edward J. Lakso, Anthony Lawrence, Robert W. Lenski, David P. Lewis, Barry Oringer, Joe Ruby, Ken Spears, Art Wallace, Anthony Wilson et Shimon Wincelberg, d'après les personnages de Pierre Boulle
- Musique : Earle H. Hagen, Richard LaSalle et Lalo Schifrin
- Direction artistique : Archie J. Bacon
- Décors : Stuart A. Reiss
- Photographie : Richard H. Kline
- Montage : Clay Bartels, Axel Hubert Sr., William Martin et J. Frank O'Neill
- Audition : Marvin Paige
- Production : Herbert Hirschman et Stanley Hough
- Sociétés de production : 20th Century Fox
- Sociétés de distribution : CBS pour les États-Unis et Antenne 2 pour la France
- Pays de production :  États-Unis
- Langue originale : anglais
- Format : couleurs — 35 mm — 4/3 — son mono
- Genre : science-fiction
- Nombre de saisons : 1
- Nombre d'épisodes : 14
- Durée : 47 minutes
- Dates de première diffusion :
  - États-Unis : 13 septembre 1974
  - France : 17 décembre 1975[37]

## Épisodes
Les quatorze épisodes de la série sont,,,:

### Retour vers demain(Escape From Tomorrow)
- Première diffusion : 13 septembre 1974
- Scénario : Art Wallace
- Réalisation : Don Weis
- Résumé : Passé par une faille temporelle, le vaisseau spatial des astronautes Virdon et Burke atterrit en catastrophe sur la Terre en l'année 3085. L'époque est dominée par des singes intelligents qui régentent la société et dominent les hommes. Zaïus, l'orang-outan chef du conseil de la cité centrale des singes voit d'un mauvais œil l'arrivée d'hommes évolués. Il ordonne au général gorille Urko de capturer et de jeter en prison les astronautes. Zaïus veut les garder sous la main, mais Urko organise une fausse évasion pour éliminer les deux hommes. Son plan est déjoué par Galen, un chimpanzé qui s’est lié d’amitié avec les astronautes. Mais son intervention se retourne contre lui et les trois amis sont obligés de devenir des fugitifs[1],[41],[42].

### Les Gladiateurs(The Gladiators)
- Première diffusion : 20 septembre 1974
- Scénario : Art Wallace
- Réalisation : Don McDougall

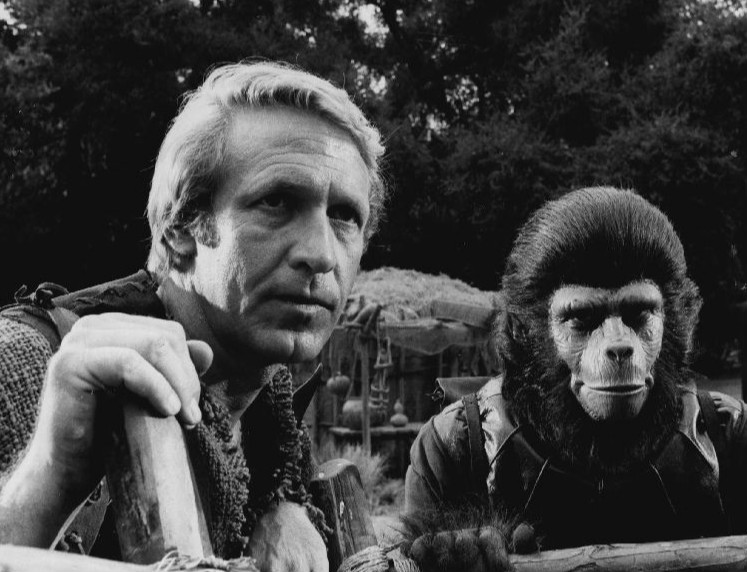
Ron Harper et Roddy McDowall lors du tournage de l'épisode Les Gladiateurs le 23 août 1974.

- Résumé : Virdon perd le disque magnétique contenant des informations qui peuvent lui permettre de retourner dans son époque. L'objet est récupéré par le chimpanzé responsable du secteur. Celui-ci organise des combats de gladiateurs pour canaliser la violence des humains qu'il dirige. Virdon et Burke sont ensuite capturés et forcés à combattre dans l'arène. Bien que vainqueur, Burke épargne le gladiateur auquel il est opposé. Pour les remercier, le fils de ce dernier les aident à s'échapper et à récupérer le disque[1],[43],[44].

### Pris au piège(The Trap)
- Première diffusion : 27 septembre 1974
- Scénario : Edward J. Lakso
- Réalisation : Arnold Laven
- Résumé : Les trois compagnons explorent les ruines de San Francisco à la recherche d’un ordinateur pour lire le disque de Virdon. Là, ils sont retrouvés par Urko et ses gorilles. Un tremblement de terre engloutit ensuite Burke et Urko dans un ancien tunnel de métro. Galen et Virdon passent alors un accord avec le lieutenant d’Urko pour qu’il les aide à secourir leur chef. Et, grâce au savoir de Virdon, les gorilles remontent les deux accidentés. Après avoir ordonné à son lieutenant qu’il exécute les fugitifs, Urko tombe inconscient. Cependant, comme il a donné sa parole à Virdon, le lieutenant n’exécute pas l’ordre et les laisse partir[1],[45],[46].

### Le Bon grain(The Good Seeds)
- Première diffusion : 4 octobre 1974
- Scénario : Robert W. Lenski
- Réalisation : Don Weis

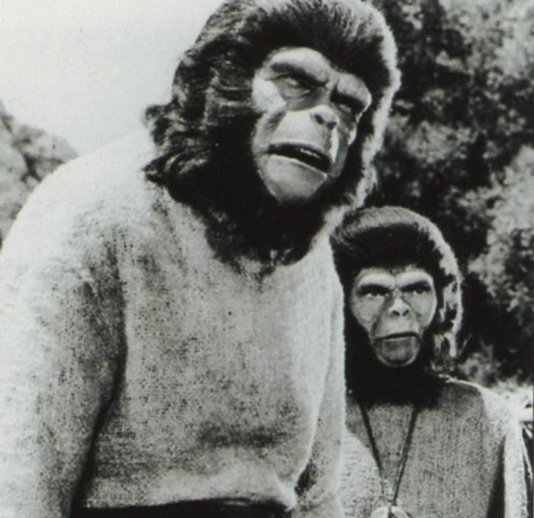
Les interprètes Lonny Chapman et Jacqueline Scott lors du tournage de l'épisode Le Bon grain en août 1974.

- Résumé : Galen s'étant blessé à la jambe, Virdon et Burke l'emmène en urgence dans une ferme. Elle est tenue par un couple de chimpanzés et leurs trois enfants. Ceux-ci acceptent de soigner Galen à la condition que les deux humains travaillent pour eux pendant la période de rétablissement de leur ami. Virdon et Burke leur donne alors des conseils pour améliorer leur condition de vie. D'abord réticent, le fils ainé pense à dénoncer les humains aux autorités. Cependant, comme Virdon a grandi dans une ferme, il aide une vache de la famille à mettre bas. Le jeune chimpanzé comprend alors qu'il est dans l'erreur et renonce à agir ainsi[1],[47],[48].

### La Ville oubliée(The Legacy)
- Première diffusion : 11 octobre 1974
- Scénario : Robert Hamner
- Réalisation : Bernard McEveety

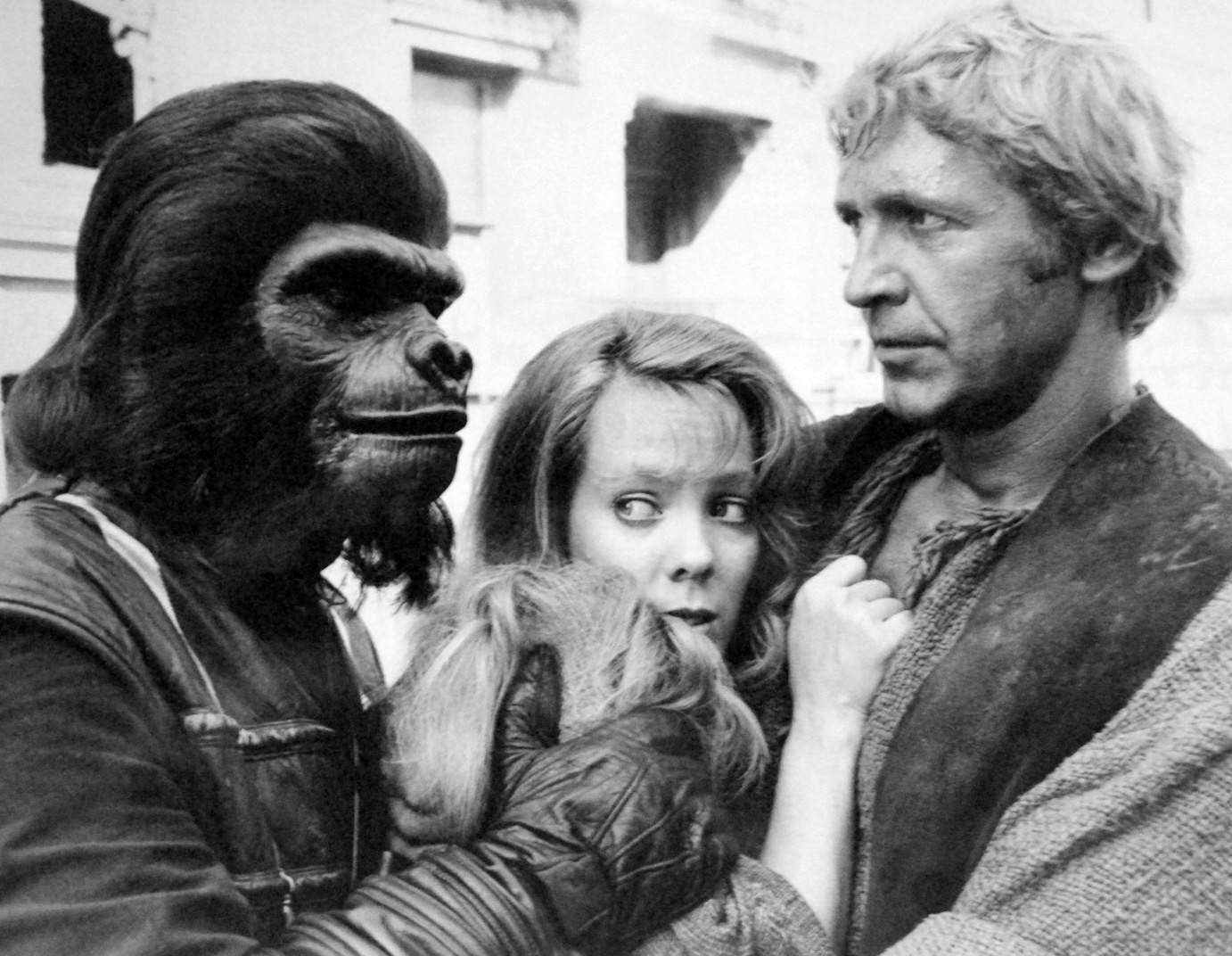
Les interprètes Wayne Foster, Zina Bethune et Ron Harper lors du tournage de l'épisode La Ville oubliée en septembre 1974.

- Résumé : Alors qu'ils explorent la ville en ruine d'Oakland, les trois compagnons découvrent un message des humains du passé indiquant la présence d'un ordinateur dans les parages. Peu après, Urko arrive en ville et capture Virdon. Celui-ci est emprisonné avec une femme et un enfant qui se trouve là pour espionner. Une fois arrivé à ses fins, l'enfant révèle à Urko l'emplacement du message du passé. Alors que le gorille se rend sur place, Virdon, l'enfant et la femme s'échappent de la prison et rejoignent Galen et Burke dans l'endroit où se trouve l'ordinateur. Ils n'ont cependant pas le temps de l'utiliser et doivent fuir à l'arrivée d'Urko. Le gorille, craignant que cette machine puisse servir aux humains, ordonne sa destruction[1],[49],[50].

### Les Pêcheurs(Tomorrow's Tide)
- Première diffusion : 18 octobre 1974
- Scénario : Robert W. Lenski
- Réalisation : Don McDougall
- Résumé : Les fugitifs trouvent un vieil homme abandonné sur un radeau. Ils apprennent qu'il a été sacrifié aux requins parce qu’il est devenu trop vieux. Burke et Virdon se rendent au village de pêcheurs d'où l'homme est originaire pour en savoir plus. Malheureusement, ils sont capturés par des gorilles et enrôlés de force en tant que pêcheurs. Galen arrive ensuite au village et se fait passer pour le propriétaire de Burke et Virdon. Le chimpanzé responsable du camp refuse cependant de les lui restituer. Les trois profitent ensuite d'une manœuvre en mer pour fausser compagnie aux singes et aux pécheurs[1],[51],[52].

### Le Chirurgien(The Surgeon)
- Première diffusion : 25 octobre 1974
- Scénario : Barry Oringer
- Réalisation : Arnold Laven
- Résumé : Virdon est blessé par balle par un gorille. Galen et Burke le transporte jusqu'à un hôpital dont la chirurgienne n'est autre que l'ancienne fiancée de Galen. Celle-ci accepte de soigner Virdon mais elle a besoin d'un livre d'anatomie humaine. Galen et Virdon se rendent alors dans la cité centrale des singes où ils volent un livre dans la bibliothèque personnelle du conseiller Zaïus. À leur retour à l'hôpital, la chirurgienne parvient à extraire la balle et sauve ainsi la vie à Virdon[1],[53],[54].

### La Déception(The Deception)
- Première diffusion : 1er novembre 1974
- Scénario : Anthony Lawrence, Joe Ruby et Ken Spears
- Réalisation : Don McDougall
- Résumé : Galen, Virdon et Burke arrivent dans une région où des singes cagoulés sèment la terreur parmi les humains après le meurtre d'un chimpanzé. La fille de ce dernier, une chimpanzé aveugle, accueille les trois compagnons puis tombe amoureuse de Burke pensant qu'il est un singe. Galen s'infiltre dans le groupe des singes cagoulés pour trouver qui en est le chef. Il en informe ensuite le gorille responsable de la police locale. Celui-ci arrête l'individu qui s'avère également être le responsable de la mort du père de la jeune chimpanzé. Burke avoue à celle-ci qu'il est un homme ce qui la rend très malheureuse[1],[55],[56].

### L'Étalon(The Horse Race)
- Première diffusion : 8 novembre 1974
- Scénario : Booker Bradshaw et David P. Lewis
- Réalisation : Jack Starrett
- Résumé : Alors qu'il se trouve avec ses amis chez un forgeron, Galen est piqué par un scorpion. Pour le sauver, le fils du forgeron se rend à la clinique voisine à cheval. Après avoir ingurgité l'antidote, Galen retrouve la forme. Cependant, le jeune garçon est condamné à mort car il est interdit aux humains de monter à cheval. Galen propose au préfet du village de gagner pour lui une course de chevaux organisée par Urko. En échange de la victoire, le condamné devra être gracié. Virdon, qui a souvent monté dans sa jeunesse, parvient à domestiquer un étalon sauvage. Malgré divers ruses d'Urko, l'astronaute gagne la course, obtient la libération de l'humain puis file entre les pattes des hommes d'Urko[1],[57],[58].

### L'Interrogatoire(The Interrogation)
- Première diffusion : 15 novembre 1974
- Scénario : Richard Collins
- Réalisation : Alf Kjellin
- Résumé : Urko parvient à capturer Burke et le livre à Zaïus. Celui-ci décide de se livrer sur lui à une méthode très ancienne de manipulation mentale pour lui soutirer des informations. Galen et Virdon s'infiltrent dans la cité centrale où ils trouvent refuge chez les parents du chimpanzé. Aidé par la mère de Galen, les deux compagnons parviennent à extirper Burke du lieu où il est retenu[1],[59],[60].

### Le Tyran(The Tyrant)
- Première diffusion : 22 novembre 1974
- Scénario : Walter Black
- Réalisation : Ralph Senensky
- Résumé : Le gorille Aboro dérobe aux fermiers humains de son secteur leur blé pour s'acheter par corruption le titre de préfet de la région. Pour protéger les humains de ce gorille, Galen, Burke et Virdon montent une machination contre lui. Ils le poussent à entrer dans un complot visant à éliminer Urko. Galen informe ensuite le général de cette machination. Enfin, il force Urko à confronter Aboro puis s'enfuit avec Burke et Virdon. Arboro est destitué et mis aux arrêts[1],[61],[62].

### Le Remède(The Cure)
- Première diffusion : 29 novembre 1974
- Scénario : Edward J. Lakso
- Réalisation : Bernard McEveety
- Résumé : Une épidémie de paludisme touche un village d'humains. Les autorités simiesques envoient un chimpanzé médecin pour endiguer la propagation. Burke et Virdon, qui connaissent la maladie, lui offre leur aide. Celui-ci refuse dans un premier temps. La maladie affecte ensuite des singes. Urko lance alors un ultimatum au médecin : s'il ne trouve pas un remède très vite, il brulera le village et ses habitants. Le chimpanzé accepte donc l'offre de Burke et Virdon qui concoctent un remède efficace à base d'écorce de quinquina[1],[63],[64].

### Le Libérateur(The Liberator)
- Première diffusion : 1980[12],[65]
- Scénario : Howard Dimsdale
- Réalisation : Arnold Laven
- Résumé : Virdon et Burke sont capturés par des humains. Ceux-ci sont les habitants d'un village qui doit payer un tribut lourd aux singes. Deux fois par mois, ils doivent envoyer cinq hommes ou femmes pour travailler dans les mines. S'ils n'arrivent pas à capturer des hommes des plaines environnantes, c'est eux qui doivent partir. Le sort décide que lors de la prochaine venue des singes, la fiancée du chef du village doit elle aussi partir aux mines. Le jeune homme aide alors Virdon et Burke à s'échapper avec elle. Vite repérés, Galen et les fugitifs se cachent dans le temple du village. Ils y découvrent que le chef du village est en train de construire des bonbonnes de gaz mortel pour se retourner contre les singes. Galen ne supportant pas cette idée, détruit le stock. Le chef du village périt en voulant sauver son arme. Son fils décide alors de quitter le village avec les siens pour ne plus payer le tribut[1],[66],[67].

### Au-delà des sommets(Up Above the World So High)
- Première diffusion : 20 décembre 1974
- Scénario : Arthur Browne Jr et Shimon Wincelberg
- Réalisation : John Meredyth Lucas
- Résumé : Galen et ses amis aperçoivent un homme planant à l’aide d’un prototype de deltaplane. Des gorilles repèrent également le spectacle et capturent l’aile volante puis l'homme qui l'a construite. Le conseil des singes envoie alors sur place une scientifique pour étudier cette machine. Galen se fait donc passer pour un archéologue pour se rapprocher d'elle. Il apprend que son but est d'utiliser cette aile comme arme pour renverser le conseil des singes. Galen profite de l'essai du deltaplane pour s'enfuir avec le concepteur hors de portée des singes[1],[68],[69].

## Univers de la série

### Personnages
Liste des principaux personnages :
- Alan Virdon est le commandant de bord du vaisseau spatial. C'est un colonel posé, cultivé et réfléchi qui souhaite par-dessus tout regagner son époque. Il veut en effet retrouver sa femme nommée Sally et son fils nommé Chris. Il est originaire du comté de Jackson. Il a vécu dans un ferme et possède des connaissances agricoles et pratique l'équitation[70],[48].
- Peter Burke est le deuxième astronaute. C'est un major impulsif et impétueux. Sans attaches à son époque à part une petite amie, il est plutôt résolu à rester dans le futur. Il est originaire de Jersey City où il y a brièvement fait un séjour en prison[71],[60].
- Galen est un jeune chimpanzé, fils de Yalu, un notable de la ville centrale des singes et de sa compagne Ann. Yalu est un ami du docteur Zaïus. Et comme ce dernier doit un service à Yalu cela permet à Galen d'occuper la place d'assistant personnel du docteur. Après avoir aidé les deux astronautes, Galen est accusé de haute trahison et d'hérésie et doit fuir avec eux. Galen est doté d'un esprit curieux et d'une bonne culture générale. Il a de bonnes connaissances de la civilisation simienne et à de nombreux contacts comme son ex-fiancée la chirurgienne Kira et ses cousins préfets Augustus et Veska[71],[72],[60]. Galen possède un don pour l'usurpation d'identités[71]. Il rappelle les philosophes antiques, Socrate ou Diogène, dont la vie était dédiée à la recherche de la vérité[73]. Il est cependant souvent associé aux scènes comiques de la série[74].
- Urko est un gorille qui occupe le poste de chef de la sécurité. Il est à ce titre à la tête des forces armées des singes[42]. Son épouse se prénomme Elta. Urko préfère l'obscurantisme au savoir. Il détruit toute preuve de la puissance passé des hommes par crainte que ceux-ci se révoltent contre les singes. Il veut ainsi à tout prix éliminer les deux astronautes[46]. Il est particulièrement malhonnête et truque des courses de chevaux pour augmenter son patrimoine[58]. Il est le principal antagoniste de la série[75].
- Zaïus est un docteur orang-outan qui est à la tête du conseil des singes. Il réside dans leur cité centrale[42]. Il est l'un des rares singes à savoir que l'homme a précédemment dominé la Terre. Il conserve d'ailleurs à son domicile plusieurs livres écrits par des humains[54]. Ce n'est pas le même personnage que le Zaïus présent dans les deux premiers films de la franchise. Il a cependant sensiblement les mêmes caractéristiques morales que son homonyme[73].

### Société simienne
La société des singes est plus approfondie dans la série télévisée que dans le reste de la franchise La Planète des singes. Elle se rapproche de celle, très inégalitaire, qui est présentée au début du film La Bataille de la planète des singes (1973). Elle est organisée selon un régime de type féodal dans lequel les singes sont les seigneurs et propriétaires et les humains sont les métayers et les domestiques. Le conseil dirigeant la société est situé à la cité centrale des singes. Il est présidé par le docteur Zaïus et constitué par des membres des trois espèces de singes de la série : orang-outans, gorilles et chimpanzés.
Les orangs-outans sont les détenteurs des textes sacrés et les chefs politiques, les chimpanzés ont des fonctions administratives et scientifiques et les gorilles, sous l'autorité d'Urko, sont affectés au maintien de l'ordre. Lors de leurs péripéties, les trois fugitifs font la connaissance de petites communautés situées au bord de l'océan ou dans des contrées agricoles, hors de la grande ville. Ils y trouvent des demeures très simples aux toits de pailles meublées avec du bois ou de la pierre. Les quelques bâtiments officiels de ces lieux sont ornés d'un drapeau rouge avec une tête de singe. Un notable se reconnait par la richesse de son intérieur qui est pourvu de cheminée, tapis, vitrines, étagères, fresque ou buste. Le domicile d'Urko possède une carte murale qui s'apparente à la Californie et où apparait la capitale des singes.
Les singes possèdent une technologie sommaire mais ont des armes modernes utilisant des cartouches. Ils ne maîtrisent cependant pas l'électricité et utilisent des techniques médicales peu évoluées. Contrairement aux deux premiers films de la saga, les humains parlent et sont employés par les singes. Ils sont regroupés dans des villages placés sous l'administration de préfets et sous la surveillance de soldats gorilles. Les serviteurs et les paysans sont relativement bien traités mais des communautés semi-autonomes sont obligées de fournir des esclaves pour la mine et les pécheurs sont contraints à fournir un quota minimum sous peine d'être livrés aux requins.

## Accueil
Le premier épisode est diffusé le vendredi 13 septembre 1974 de vingt à vingt-et-une heures sur CBS,,,. La série se retrouve en face de Sanford and Son et Chico and the Man sur la chaîne NBC et Kodiak et la première partie de L'Homme qui valait trois milliards sur la chaîne ABC,,,. Les audiences déçoivent rapidement les producteurs. CBS est très largement distancé par NBC,,.
Le journaliste du magazine Variety écrit une critique négative du premier épisode. Il reproche l'abandon du côté satirique et critique vis à vis de la société américaine qu'ont les films de la saga. Il indique que le maquillage et les costumes des singes sont réutilisés uniquement dans le but de faire une banale série d'action et d'aventure. L'acteur James Naughton confirme cette surenchère d'action et indique qu'il « tapait sans arrêt quelqu'un avec un bâton ou [...] faisait tomber un singe. Des singes n'arrêtaient pas de tomber des arbres ».
Les producteurs pensent que ce désamour provient des récits qu'ils jugent répétitifs et du faible temps à l’écran des singes,,,. L’aspect répétitif se fait ressentir car la situation n’évolue pas,. Chaque aventure peut être vue de façon indépendante ou dans le désordre. Les épisodes de la série reprennent souvent le même schéma emprunté à la série à succès Le Fugitif (1963-1967),. Les trois compagnons en fuite sont confrontés à des humains ou des singes qui leur sont hostiles. Par leurs actions, ils parviennent à gagner leur estime puis reprennent leur route. Ainsi, bien que distrayante et de facture satisfaisante, la série présente peu d’intérêt. Naughton résume la série ainsi « c'est devenu comme la série Le Fugitif, on était capturé et on s'échappait. C'est ce qui se passait à chaque épisode. Et je pense que la télévision finit par être répétitive ». Les différents scénaristes ne connaissant pas la finalité des actions des personnages, ils ne peuvent pas créer d'arc narratif.
La quête des héros passe souvent au second plan, comme s'ils étaient conscients du peu d'espoir d'accéder à une technologie qui leur permettrait de revenir au XXe siècle. En effet, le disque magnétique contenant des informations qui permettrait à Virdon de retourner dans son époque est complètement évacué de la trame centrale après le deuxième épisode. Rares sont par la suite les éléments à faire lien entre les deux ères. Il y a le livre du XXVe siècle, les grenades futuristes du premier épisode et l'hologramme parlant du troisième. De plus, l'introduction de la série se démarque trop peu des scénarios des deux premiers films qui voyaient également un astronaute de l'époque contemporaine basculer dans un futur dominé par les singes.
La série est également déséquilibrée au niveau de sa narration. Elle hésite sans cesse entre une tonalité dramatique plus adulte et des interventions humoristique du personnage de Galen à destination d'un public plus jeune.

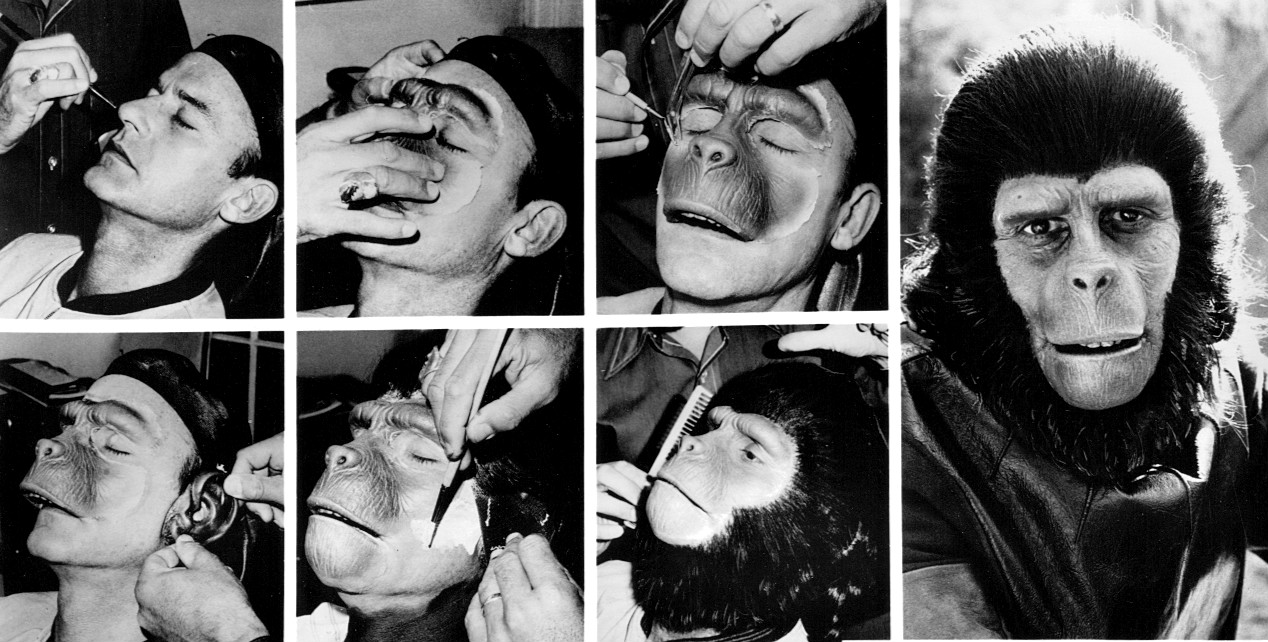
Roddy McDowall en séance de maquillage pour la série.

Au vu du coût de production considérable, CBS annule donc la série après seulement quatorze épisodes, dont le dernier est diffusé le 6 décembre 1974,,,,,. Treize des quatorze épisodes produits sont diffusés à cette époque. L'épisode inédit n'est disponible au visionnage aux États-Unis qu'en 1980 sur la chaîne Sci-Fi,. Six autres épisodes déjà écrits, ne sont finalement jamais tournés. Il s’agit de Hostage écrit par Stephen Kandel, A Fallen God par Anthony Lawrence, The Trek par Jim Byrnes, Freedom Road par Arthur Rowe, The Mine par Paul Savage et The Trial par Edward J. Lasko,.
En 1974, le journaliste de TV Guide Rowland Barber indique que la raison de cet échec est le trop court délai de production d'une série télévisée. Cela ne donne pas assez de temps pour créer un univers riche et intéressant. Selon Barber une série de science-fiction doit avoir une grande variété de lieux de tournage et des séquences d'action mieux préparées. D’autres analystes invoquent comme raison de l’échec, l’absence du producteur historique de la série cinématographique. Arthur P Jacobs est en effet décédé en 1973. Seul l’acteur Roddy McDowall fait le lien entre les films et la série. Cependant McDowall n’est apparu dans la saga que sous son maquillage de singe. Dans ses entretiens avec la presse, il met surtout en avant le respect des maquillages d’origine. Et en effet, les producteurs accordent beaucoup d’importance à cet aspect de « continuité visuelle ».
La série est distribuée dans de nombreux pays. En France, elle est diffusée les mercredis après-midi à partir du 17 décembre 1975 sur Antenne 2,,. Faute de succès, la diffusion s'arrête en janvier 1976 au bout du septième épisode,. Ces épisodes sont ensuite reprogrammés en mai et juin 1978 et en août 1980. En Grande-Bretagne, la série est en revanche un succès. Dans ce pays, les quatorze épisodes sont diffusés,,.
Quant à son statut actuel, la série semble avoir accédé à une certaine reconnaissance alors que nombreuses séries télévisées américaines des années 1970 sont tombées dans l'oubli,. Elle est décrite comme étant distrayante, pertinente et pourvue de bonnes intentions malgré une thématique moins ambitieuse que la saga cinématographique.

## Analyse

### Place dans la saga
De nombreuses incohérences narratives sont soulignées par les critiques,. La présence de chiens dans la série va en contradiction avec le film La Conquête de la planète des singes où il est dit qu'une grande peste a provoqué l'extinction de l'ensemble des chiens et des chats. Ce qui a amené l'humanité à domestiquer les singes. Dans un dialogue, Zaïus informe Galen que des astronautes sont déjà venus dix ans plus tôt. Or il n'y a nulle trace du colonel Taylor et de l'apocalypse nucléaire du film Le Secret de la planète des singes,. De plus, comment justifier cette phrase alors que le débarquement de Virdon et Burke est daté de 3085 alors que celui de Taylor se déroule en l'an 3978,? Zaïus semble également le même personnage que dans les films alors que les deux actions se situent à différentes époques,. L'épisode L'évasion est pour demain introduit un repère temporel par une photographie du New York de l'année 2503. Ce qui place la chute de l'humanité entre cette date et le XXXIe siècle alors que le film La Bataille de la planète des singes la situe au XXIe siècle.
L’idée de départ des producteurs est de redémarrer la série mais sous la forme d’une préquelle. C’est pour cela que les personnages font souvent des références aux événements du premier film. Cependant ils annulent cette idée mais oublient de retirer certaines références ce qui provoque des incohérences narratives. La trame peut pourtant parfaitement s'imbriquer dans la chronologie des cinq films. La période de neuf cents ans qui sépare la série du premier film peut expliquer la perte progressive du langage des hommes sans autre explication. Le tableau d'une société féodale conservé dans la série pour pouvoir réutiliser les décors des films peut aussi s'expliquer par la politique d'enseignement des autorités simiennes orientée vers l'obscurantisme.
Eric Greene, spécialiste de La Planète des singes, trouve que la position chronologique de la série au sein de la saga est intéressante. Se déroulant en 3085, elle se situe environ neuf cents ans avant l'arrivée de l'astronaute Taylor dans le premier film La Planète des singes et quatre cents ans après le sermon que prononce le législateur à la fin du film La Bataille de la planète des singes. En décrivant un avenir où les singes dominent les humains, la série montre implicitement que la vision égalitariste du législateur a échoué et donc que l'avenir est inéluctable. Cela donne ainsi raison à l'interprétation pessimiste du final du cinquième film qui veut que la saga soit une boucle temporelle qui conduit à la destruction finale de la Terre en 3955.
Contrairement aux deux premiers films, la série met en scène des humains parlants et intelligents essentiellement pour permettre plus de liberté scénaristique,,,. Cela rend possible également de la situer chronologiquement à une période où la déchéance des humains est en cours mais pas achevée. Dans la série, les humains sont mieux traités par les singes qui les exploitent comme serviteurs, ouvriers ou paysans. Ils ne sont pas considérés comme dans les films comme des bêtes sauvages. Cependant, la série rend leur asservissement étrangement volontaire. Les humains ont perdu ici toute capacité à se rebeller mais pas leurs compétences physiques et intellectuelles. Leur supposée infériorité intellectuelle n'est ainsi pas compréhensible.

### Thématiques
Les deux héros astronautes ont des personnalités différentes et complémentaires. Virdon a de solides connaissances scientifiques et semble plus ingénieux que son comparse. Il s'improvise tour à tour vétérinaire, cavalier professionnel ou guérisseur. Le fait qu'il est père de famille le rend également plus responsable et plus sérieux. Burke est plus impulsif, plus expressif et semble plus à son aise dans les combats. Le trio que les deux astronautes forment avec le chimpanzé Galen, est un peu à l'image des Trois Mousquetaires d'Alexandre Dumas. Lorsque l'un d'eux est blessé ou capturé, les deux autres sont toujours présents pour braver le danger pour sauver leur compagnon,. Ils mettent également en péril leur situation personnelle afin de modifier le cours de certains évènements ou la destinée d'individus.
L'épisode Le Libérateur est une adaptation de la nouvelle La Loterie (1948) de Shirley Jackson, qui est un classique d'école aux États-Unis. Il n'a pas été diffusé à l'époque car il traite d'un sujet difficilement abordable aux États-Unis en 1974 : l'arme chimique. La chaîne CBS décide de ne pas diffuser l'épisode car elle le juge inapproprié en pleine guerre du Viêt Nam et surtout à cause de la controverse sur l'agent orange.
Greene et d'autres analystes indiquent que le racisme, l'un des thèmes majeurs de la saga, est moins présent dans la série,. Il est seulement brièvement évoqué dans les épisodes Pris au piège et Le Libérateur,. Pourtant, le producteur Herbert Hirschman, pense lui, faire une série parlant des problèmes de la société moderne et tout particulièrement de la « violence raciale ». L'épisode La Déception fait par exemple explicitement référence au Ku Klux Klan,. Il plaide également le rapprochement entre les communautés tout en condamnant la violence gratuite. Cependant le racisme est remplacé la plupart du temps par une présentation purement chevaleresque de lutte contre les injustices,. La plupart des épisodes sont des leçons d'humanisme, appelant à la fraternité, à l'ouverture d'esprit et à la tolérance,,. Plusieurs épisodes ressemblent même à des paraboles, dans lesquelles les téléspectateurs reçoivent leur leçon de morale hebdomadaire.
La série prône le métissage culturel et l'acceptation de l'autre par le biais des trois fugitifs. Cependant, la plupart des gorilles pensent qu'il faut éliminer l'ensemble de la population humaine. Les chimpanzés, eux, considèrent les humains comme des cobayes, de la main d'œuvre facile à exploiter et facile à divertir. La série met alors en avant le libre-arbitre, la curiosité intellectuelle et l'éveil des populations. Tout comme le roman La Planète des singes (1963) et le film La Planète des singes (1968), la série critique la nature autodestructrice de l'Homme qui l'a conduit à sa propre déchéance. Elle évoque l'incapacité de l'Homme à vivre en harmonie avec la Nature et avec ses semblables. La franchise La Planète des singes est une allégorie alarmiste et pessimiste de l'évolution de l'humanité. Elle est un reflet de la société actuelle et de ses dérives sociales, économiques et sécuritaires.

## Exploitation

### Télévision
Après la première diffusion du 13 septembre 1974 au 20 décembre 1974 sur CBS, la Fox transforme en 1980 dix des épisodes en cinq téléfilms de 90 minutes pour la chaine ABC,,,,. Chaque téléfilm combine deux épisodes avec des segments d’introduction et de conclusion mettant en scène Roddy McDowall dans le rôle de Galen.
Ces téléfilms reçoivent ce que le spécialiste Eric Greene appelle « les titres les plus farfelus du corpus des singes » : Back to the Planet of the Apes (littéralement Le Retour de la planète des singes), Forgotten City of the Planet of the Apes (La Ville oubliée de la planète des singes), Treachery and Greed on the Planet of the Apes (Trahison et cupidité sur la planète des singes), Life, Liberty and Pursuit of the Planet of the Apes (Vie, liberté et poursuite sur la planète des singes) et Farewell to the Planet of the Apes (L'Adieu à la planète des singes). Ils sont plus sobrement titrés en français Le Retour de la planète des singes, La Ville oubliée, Trahison, À la recherche de la liberté et L'Adieu lors de leur diffusion sur Antenne 2 en décembre 1982,. En France les cinq téléfilms sont rediffusés sur la chaîne M6 du 4 juillet 1995 au 13 juillet 1996.
Le dernier monologue de Galen conclut la série ainsi : « Virdon et Burke ? Oh, eh bien, ils ont trouvé leur ordinateur dans une autre cité et disparu dans l'espace aussi soudainement qu'ils étaient apparus ».

### Éditions en vidéo
La série sort sous la forme de six VHS dans les années 1980 mais seulement en Australie. Elle sort ensuite en DVD en 2003, et en 2011. La série est également comprise en avril 2006 dans un coffret Tête de singe avec les films de 1968 à 2001,.

### Produits dérivés
Dès l'hiver 1968, pour faire suite à la sortie du premier film, des poupées, des jeux de cartes, des masques et des figurines de singes sont commercialisés. En 1974, pour accompagner la sortie de la série télévisée, les producteurs sortent en librairie l'adaptation de certains épisodes par George Alec Effinger. Quatre livres sont édités : Man the Fugitive, Escape From Tomorrow, Journey Into Terror et Lord of the Apes,. Quatre aventures inédites de Virdon, Burke et Galen sont également produites pour la radio. Elles ont pour titres Mountain of the Delphi, Dawn of the Tree People, Battle of Two Worlds et Volcano,.
De plus, une gamme de figurines de la série est commercialisée par la société Mego, et plusieurs bandes dessinées mettant en scènes le trio Galen, Virdon, Burke et l'antagoniste Urko sont éditées et regroupées sous la forme de trois albums de 1975 à 1977.